# Jūratė i Kastytis

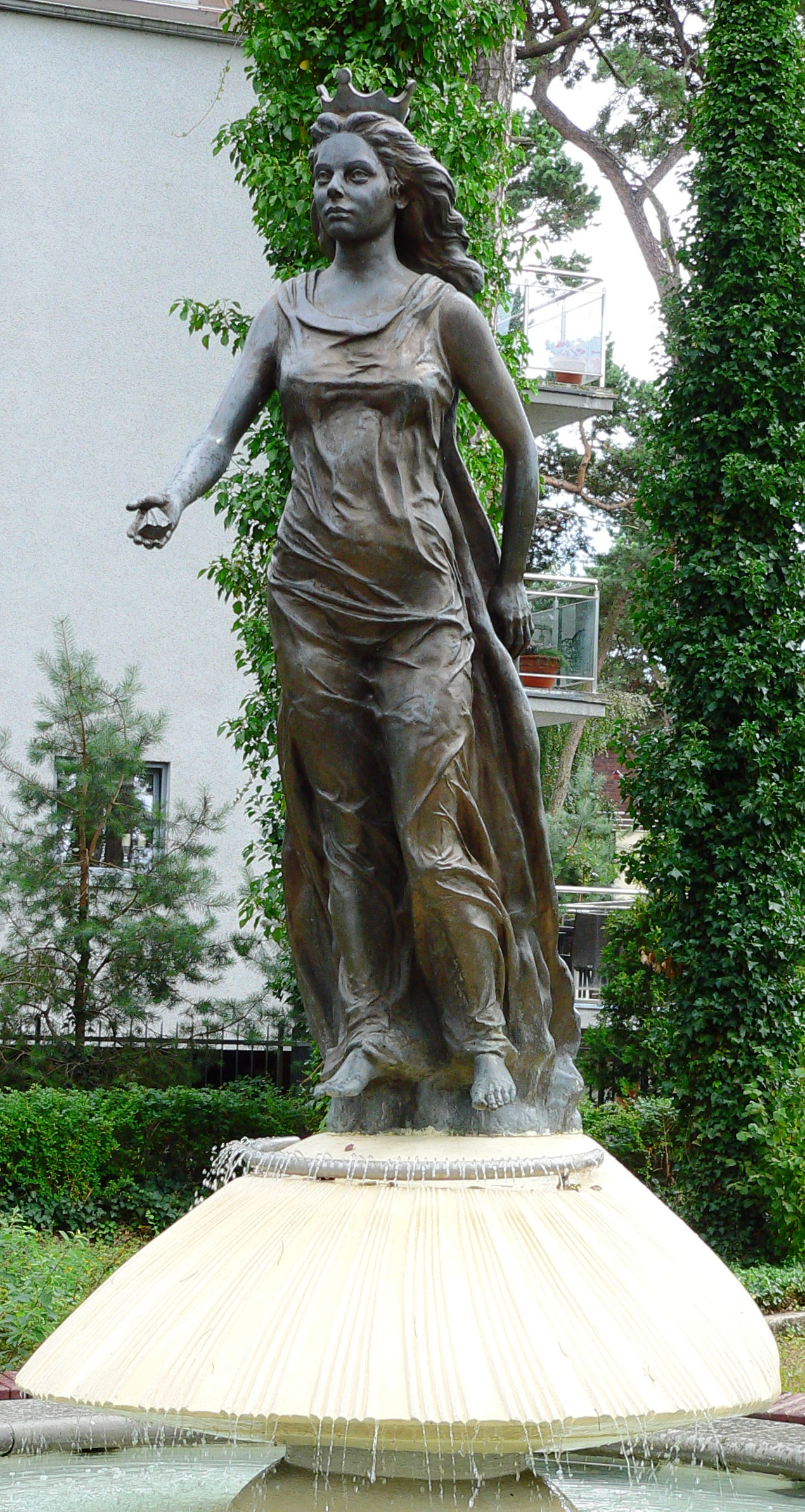
Escultura de la deessa Jūratė

Jūratė i Kastytis és una de les més famoses i populars llegendes de Lituània inspirada en la seva mitologia. Per primera vegada es va documentar el 1842 en els escrits de Liudvikas Adomas Jucevičius. Des d'aleshores, ha estat adaptada moltes vegades per a poemes moderns, ballets, i fins i tot òperes de rock. L'autenticitat de tota la història es posa en dubte a causa de la possible influència dels populars contes contemporanis romàntics.

## Sinopsi
La trama varia considerablement entre les diferents versions. Tanmateix, els fets bàsics continuen sent els mateixos. La deessa –de vegades descrita com una sirena o ondina–) Jūratė –del substantiu jura és a dir: el mar– va viure sota la mar Bàltica en un bonic castell d'ambre, governant tota la vida marina. Un jove pescador anomenat Kastytis va capturar una gran quantitat de peixos. Jūratė va decidir castigar-ho, però es va enamorar del jove i ben plantat pescador. Van passar algun temps feliços al castell, però Perkūnas, el déu del tro, quan se n'assabenta que la deessa immortal s'havia enamorat d'un home mortal, es va posar furiós i va destruir el castell d'ambre que va explotar en milions de trossos. Aleshores Jūratė va ser encadenada a les ruïnes del castell en el fons del mar per Perkūnas. Segons la llegenda, és per això que trossos d'ambre arriben a terra després d'una tempesta a la mar Bàltica.
Segons altres variants, Kastytis va ser assassinat per Perkūnas i Jūratė el plora fins a l'actualitat. Les seves llàgrimes són les peces d'ambre llançades a la costa i es pot sentir la seva veu trista en un mar tempestuós. De vegades es diu –a Šventoji ciutat al nord de Palanga–, que provenen de Kastytis.

## Importància cultural

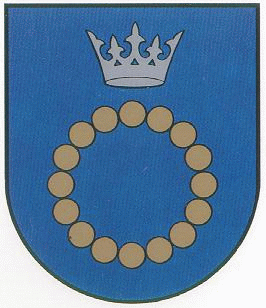
La corona de Jūratė i el collaret d'ambre a l'escut d'armes de Palanga.

Els lituans tenen nombroses llegendes, entre els més coneguts es troben la d'Eglė, la Reina de les Serps i la de Jūratė i Kastytis. Encara que la història d'Eglė és molt més complicada i elaborada, ambdues llegendes són històries d'amor que involucren elements de la mitologia lituana i tracten d'explicar els orígens d'uns certs objectes. Tant Eglė com Jūratė són noms femenins molt populars entre els lituans.
Palanga, té un monument a una plaça dedicat a Jūratė i Kastytis. L'escut d'armes de Palanga va ser dissenyat tenint en compte la llegenda. Les boles d'ambre en forma de collaret, representen l'antic negoci industrial de l'ambre i la corona de plata representa la deessa Jūratė.
La llegenda ha inspirat una sèrie d'altres obres d'art. El 1920 Maironis, un dels millors poetes lituans coneguts, va escriure una balada per honrar els amants, gran part de l'actual popularitat de la llegenda s'atribueix a aquest poeta. Les il·lustracions de xilografia realitzades per Vaclovas Rataiskis-Ratas de la balada, van guanyar premis en una exposició internacional a París el 1937. L'any 1933 un ballet va ser possat en escena i el 1955 una òpera (estrenada el 1972 a Chicago). L'any 2002 una òpera rock va ser representada a Klaipeda per celebrar el seu 750 aniversari. L'òpera rock es caracteritza per tenir un toc modern a la història de sempre.
A més a més, a la població de Jurata, centre turístic al costat del mar polonès, molt popular especialment entre els varsovians, es troba un monument en honor de la deessa Jūratė que s'escriu com a Jurata en polonès.